# Xavier Buff
Pour les articles homonymes, voir Buff.
Xavier Buff est un mathématicien français né le 16 décembre 1971, spécialiste de la dynamique holomorphe.

## Carrière
Ancien élève de l'école normale supérieure, Xavier Buff est reçu à l'agrégation de mathématiques en 1992. Il soutient sa thèse de doctorat dans le domaine de la dynamique holomorphe en 1996, sous la direction d'Adrien Douady. Il passe son habilitation à diriger des recherches en 2006. 

## Fonctions
- 1997-1998 : assistant professor à l'université Cornell d'Ithaca.
- 1998-2008 : maître de conférences à l'université Paul Sabatier de Toulouse.
- depuis 2008 : professeur de mathématiques à l'université Paul-Sabatier de Toulouse.
- 2011-2015 : président de la section mathématiques du Conseil National des Universités.
- 2016-2018 : Directeur de l'IREM de Toulouse.
- 2013-2018 : membre du conseil supérieur des programmes en tant que personnalité qualifiée.

## Récompenses
- 2006 : Prix Leconte, conjointement avec Arnaud Chéritat[3].
- 2009 : membre junior de l'Institut universitaire de France, pour une durée de 5 ans[4].
- 2010 : conférencier invité au congrès international des mathématiciens, à Hyderabad, avec Arnaud Chéritat[5].

## Publications (sélection)
- Xavier Buff, Jérôme Fehrenbach, Pierre Lochak, Leila Schneps et Pierre Vogel, Espaces de modules des courbes, groupes modulaires et théorie des champs, Société mathématique de France, coll. « Panoramas et synthèses », 1999 (ISBN 978-2-85629-073-6, lire en ligne)
- (en) X. Buff et C. Henriksen, « Julia Sets in Parameter Spaces », Communications in Mathematical Physics, vol. 220, no 2,‎ 1er juillet 2001, p. 333–375 (ISSN 1432-0916, DOI 10.1007/PL00005568, lire en ligne, consulté le 15 juillet 2025)
- (en) Xavier Buff et Arnaud Chéritat, « Upper bound for the size of quadratic Siegel disks », Inventiones mathematicae, vol. 156, no 1,‎ 1er avril 2004, p. 1–24 (ISSN 1432-1297, DOI 10.1007/s00222-003-0331-6, lire en ligne, consulté le 15 juillet 2025)
- Xavier Buff et Arnaud Chéritat, « Ensembles de Julia quadratiques de mesure de Lebesgue strictement positive », Comptes Rendus. Mathématique, vol. 341, no 11,‎ 2 novembre 2005, p. 669–674 (ISSN 1778-3569, DOI 10.1016/j.crma.2005.10.001, lire en ligne, consulté le 15 juillet 2025)
- Xavier Buff et Arnaud Chéritat, « The Brjuno Function Continuously Estimates the Size of Quadratic Siegel Disks », Annals of Mathematics, vol. 164, no 1,‎ 2006, p. 265–312 (ISSN 0003-486X, lire en ligne, consulté le 15 juillet 2025)
- Xavier Buff et Arnaud Chéritat, « A new proof of a conjecture of Yoccoz », Annales de l’institut Fourier, vol. 61, no 1,‎ 2011, p. 319–350 (ISSN 0373-0956, lire en ligne, consulté le 15 juillet 2025)